# Deinopa aspila
Deinopa aspila là một loài bướm đêm trong họ Erebidae.